# Phalaropus tricolor
Phalaropus tricolor là một loài chim trong họ Scolopacidae.